# Hapigia rufocinnamomea
Hapigia rufocinnamomea är en fjärilsart som beskrevs av Rothschild 1917. Hapigia rufocinnamomea ingår i släktet Hapigia och familjen tandspinnare. Inga underarter finns listade i Catalogue of Life.